# دیوید کارنگی
دیوید کارنگی (انگلیسی: David Carnegie; ۸ فوریهٔ ۱۷۷۲ – ۱۰ ژانویهٔ ۱۸۳۷) کارآفرین اهل پادشاهی متحد بریتانیای کبیر و ایرلند بود، که در سال ۱۸۰۳ بانک سرمایه‌گذاری کارنگی را تأسیس کرد.